# Makljenovac (Republika Serbska)
Makljenovac (cyr. Макљеновац) – wieś w Bośni i Hercegowinie, w Republice Serbskiej, w mieście Doboj. W 2013 roku liczyła 1165 mieszkańców.